# Rodrigo De León
Rodrigo de León, más conocido como Roger Lemy (Monterrey, Nuevo León; 3 de enero de 1992) es un futbolista mexicano que juega en la posición de medio, en el club Atlas de la Primera División de México.
En su corta edad, este joven destacado del fútbol azteca mostró tener notables cualidades, al ser un jugador encarador, con técnica individual, toque de pelota y mostrar tener un potente tiro de larga distancia. Ha disputado 8 encuentros en su carrera profesional, siendo titular en 5 de ellos. Debutó en la Primera División Mexicana el 10 de agosto de 2009, con tan sólo 17 años de edad, en un partido contra Morelia en la fecha 3 del Apertura 2009 jugando 30 minutos, atrayendo la atención al lograr poner 2 asistencias, y el marcador final fue de 3-0 a favor de Los Zorros. Actualmente se encuentra jugando con el Club de fútbol Toros Lemy, en la liga Tiffossi Premier League. 

## Clubes
| Club                      | País   | Año       | Goles |
| ------------------------- | ------ | --------- | ----- |
| Atlas                     | México | 2009-2010 | 1     |
| Club de Fútbol Toros Lemy | México | 2010-     | 2     |

Estadística Mediotiempo (enlace roto disponible en Internet Archive; véase el historial, la primera versión y la última).
- Datos: Q6110667